# Edytor wsadowy
Edytor wsadowy / edytor strumieniowy – program komputerowy lub jego część (funkcjonalność), edytor, który pobiera dane do edycji ze zdefiniowanego źródła: z pliku, potoku lub klawiatury; wykonuje przetwarzanie wsadowe danych za pomocą wstępnie określonej procedury. Dane wyjściowe są kierowane na zdefiniowane wyjście standardowe: plik, ekran, drukarka. Sterowanie programem odbywa się poprzez interpretację skryptów i wykonanie występujących w nich instrukcji. 

## Typowe zastosowania programu
- automatyczna edycja jednego lub większej liczby plików;
- upraszczanie powtarzających się operacji na wielu plikach;
- pisanie programów konwertujących;

## Przykład
- sed[4][5]